# Vázquez-Insel
Die Vázquez-Insel (in Argentinien Isla Vázquez, im Vereinigten Königreich Truant Island ‚Schwänzerinsel‘, in Chile Isla Rojas Parker) ist eine Insel im Palmer-Archipel vor der Westküste der Antarktischen Halbinsel. Sie liegt zwischen der Fridtjof- und der Bob-Insel vor der südöstlichen Küste der Wiencke-Insel.
Teilnehmer der Vierten Französischen Antarktisexpedition (1903–1905) unter der Leitung des Polarforschers Jean-Baptiste Charcot kartierten sie. Argentinische Wissenschaftler benannten sie zum Ende der 1940er Jahre. Namensgeber ist vermutlich ein Besatzungsmitglied der Korvette Uruguay in den Jahren zwischen 1904 und 1905. Die vom UK Antarctic Place-Names Committee im Jahr 1959 vorgenommene Benennung spiegelt die Umstände wider, unter denen die Insel über die Jahre hinweg auf Landkarten verzeichnet bzw. nicht verzeichnet ist. Namensgeber der chilenischen Benennung ist Fregattenkapitän Gabriel Rojas Parker, Schiffsführer der Angamos bei der 1. Chilenischen Antarktisexpedition (1946–1947).